# TJ Davis
Teresa Jane Davis (Leeds, 6 de janeiro de 1969), mais conhecida por seu nome artístico TJ Davis, é uma cantora britânica que começou sua carreira como backing vocal de Gary Numan, D:Ream, e Blur, e rapidamente desenvolveu uma carreira própria. Ela é conhecida entre jogadores de video game e por trabalhar com o premiado compositor Richard Jacques nas trilhas sonoras de Sonic R e Metropolis Street Racer. Ela era um membro da banda Björn Again, atuando como "Frida Longstockin 'de 1997 a 2004.
Sua faixa, "Brilliant Feeling", por Allstars Full Monty com a participação de TJ Davis, alcançou a posição # 72 no UK Singles Chart em Julho de 1996. Ela também lançou o o single de trance chamado "Wonderful Life" - uma cover da canção pop dos anos 80 de Colin Vearncombr - essa canção foi lançada em dezembro de 2001, colaboração com, Ian Van Dahl. Essa canção chegou a # 42 no UK Singles Chart. Em 2002, TJ Davis gravou os vocais da faixa "I Believe", do dj alemão Sash!.